# NIMBY
NIMBY se skraćenica engleske složenice Not In My Back Yard (hrv. ne u mom susjedstvu) je pejorativni pojam koji se korisiti za osobe koje se protive bilo kakvim promjenama ili razvoju u blizini njihovog susjedstva, bez obzira na to što se slažu kako je razvitak nužan. Osobe koje se zalažu da se razvoj ne dogodi u njihovom susjedstvu zovu se nimbijci.